# Поліщук Віктор Петрович (актор)
Поліщук Віктор Петрович  (25 березня 1915, Київ, Російська імперія — 2006) — радянський і український актор театру і кіно. Заслужений артист України (1995). Нагороджений Почесною Грамотою Ради Міністрів України.

## Життєпис
Народився в родині службовців. Закінчив акторський факультет Київського державного інституту театрального мистецтва ім. І.Карпенка-Карого (1941).
Учасник Німецько-радянської війни.
Працював у театрах Кишинева, Мукачева, Грозного, Києва.
У 1957 році дебютував у кіно епізодичною роллю в картині «Правда» (немає в титрах).
1957—1959 — актор Київського театру транспорту.
З 1963 р. — актор Київської кіностудії ім. О. П. Довженка. Знімався переважно в ролях другого плану та епізодах.
Викладав на кінофакультеті Київського державного інституту театрального мистецтва ім. І. Карпенка-Карого.
Був членом Національної Спілки кінематографістів України.
Пішов з життя.
Дочка: Медведєва Наталія Вікторівна (*1944) — українська актриса, організатор кіновиробництва.

## Фільмографія
- 1957: «Правда» — епізод
- 1959: «Іванна» — підпільник
- 1964: «Казка про Хлопчиша-Кибальчиша» — буржуїнський солдат
- 1964: «Космічний сплав» — начальник цеху
- 1965: «Загибель ескадри» — комітетчик
- 1965: «Немає невідомих солдатів» — поранений з перев'язаними руками
- 1965: «До уваги громадян та організацій» — громадянин в черзі
- 1966: «На самоті з ніччю» — епізод
- 1966: «До світла!» (кіноальманах) — Войт
- 1967: «Десятий крок» — Хоменко
- 1967: «Хто помре сьогодні» — червоноармієць
- 1967: «Берег надії» — поліцейський
- 1967: «Непосиди» — геолог
- 1969: «Дума про Британку» — старий Середенко
- 1969: «Вулиця тринадцяти тополь» — епізод
- 1969: «Варчина земля» — чоловік Нонни Степанівни
- 1970: «В'язні Бомона» — ув'язнений
- 1970: «Сади Семіраміди» — Шкурат
- 1970: «Крутий горизонт» — Овсюков
- 1971: «Хліб і сіль» — селянин
- 1971: «Де ви, лицарі?» — Віктор Петрович, товариш по службі Ковальчука
- 1972: «Нічний мотоцикліст» — міліціонер
- 1972: «Тихі береги» — Ілько
- 1973: «Щовечора після роботи» — вчитель
- 1973: «Будні карного розшуку» — касир гастроному
- 1973: «Чорний капітан» — начальник в'язниці
- 1973: «Стара фортеця» — епізод
- 1974: «Поцілунок Чаніти» — городянин
- 1974: «Блакитний патруль» — Богдан Семенович Храмусь, директор школи
- 1974: «Анна і Командор» — односільчанин Никифора
- 1975: «Дума про Ковпака» — партизан
- 1975: «Серед літа» — епізод
- 1975: «Порт» — Поліщук
- 1975: «Хвилі Чорного моря» — глядач
- 1976: «Така вона, гра» — Микола Іванович
- 1976: «Злочин» — працівник ощадної каси
- 1977: «Солдатки» — дід Харлампій
- 1978: «Алтунін приймає рішення» — Анатолій Карпович Мещеряков, професор, доктор технічних наук
- 1978: «Вавилон ХХ» — куркуль
- 1980: «Єгипетський гусак» — директор школи
- 1980: «Довгі дні, короткі тижні...» — керівник хору
- 1981: «Мужність» — Семен Ігнатович, лікар
- 1983: «Климко» — епізод
- 1984: «Вантаж без маркування» — інспектор митниці
- 1985: «Пароль знали двоє» — епізод
- 1986: «Рік теляти» — епізод
- 1986: «Звинувачується весілля» — гість
- 1989: «Назар Стодоля» (фільм-спектакль)
- 1990: «Імітатор» — преподобний отець Тихон
- 1990: «Жах у божевільні» — Сява
- 1990: «Відьма» — епізод
- 1990: «Нині прослався син людський» — епізод
- 1992: «Господи, прости нас грішних» — епізод
- 1993: «Сад Гетсиманський» — чоловік на кладовищі
- 1993: «Пастка» — судовий засідатель
- 1998: «Сьомий маршрут» — епізод
- 2000: «Чорна рада» — січовий дід